# Feuerwehr Neumünster

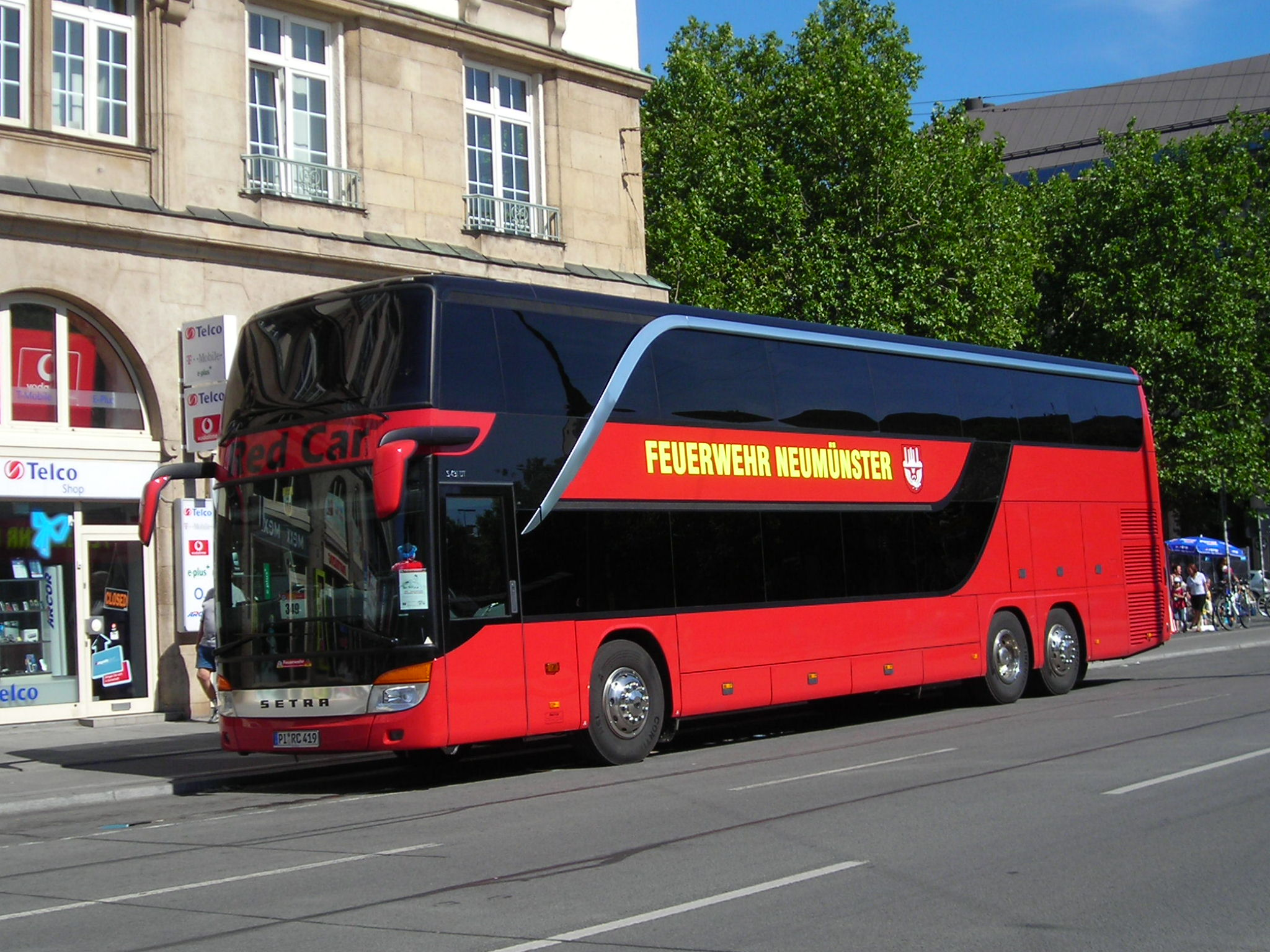
Feuerwehr Neumünster mit einem Setra S 431 DT im Rahmen der Internationalen Feuerwehrsternfahrt 2007 nach Stumm in Österreich, aufgenommen in München

Die Feuerwehr Neumünster mit Sitz im Gefahrenabwehrzentrum (GAZ) in der Färberstraße 105-107 in Neumünster ist verantwortlich für den Brandschutz, die Technische Hilfeleistung und die Brandbekämpfung in der Stadt Neumünster. Sie gehört zum Fachdienst 37 Feuerwehr, Rettungsdienst und Katastrophenschutz und besteht aus einer Berufsfeuerwehr (BF) mit 3 Wachabteilungen sowie 6 Freiwilligen Feuerwehren (FF). Den FF sind die Jugendfeuerwehren sowie Kinderfeuerwehren angegliedert.

## Geschichte

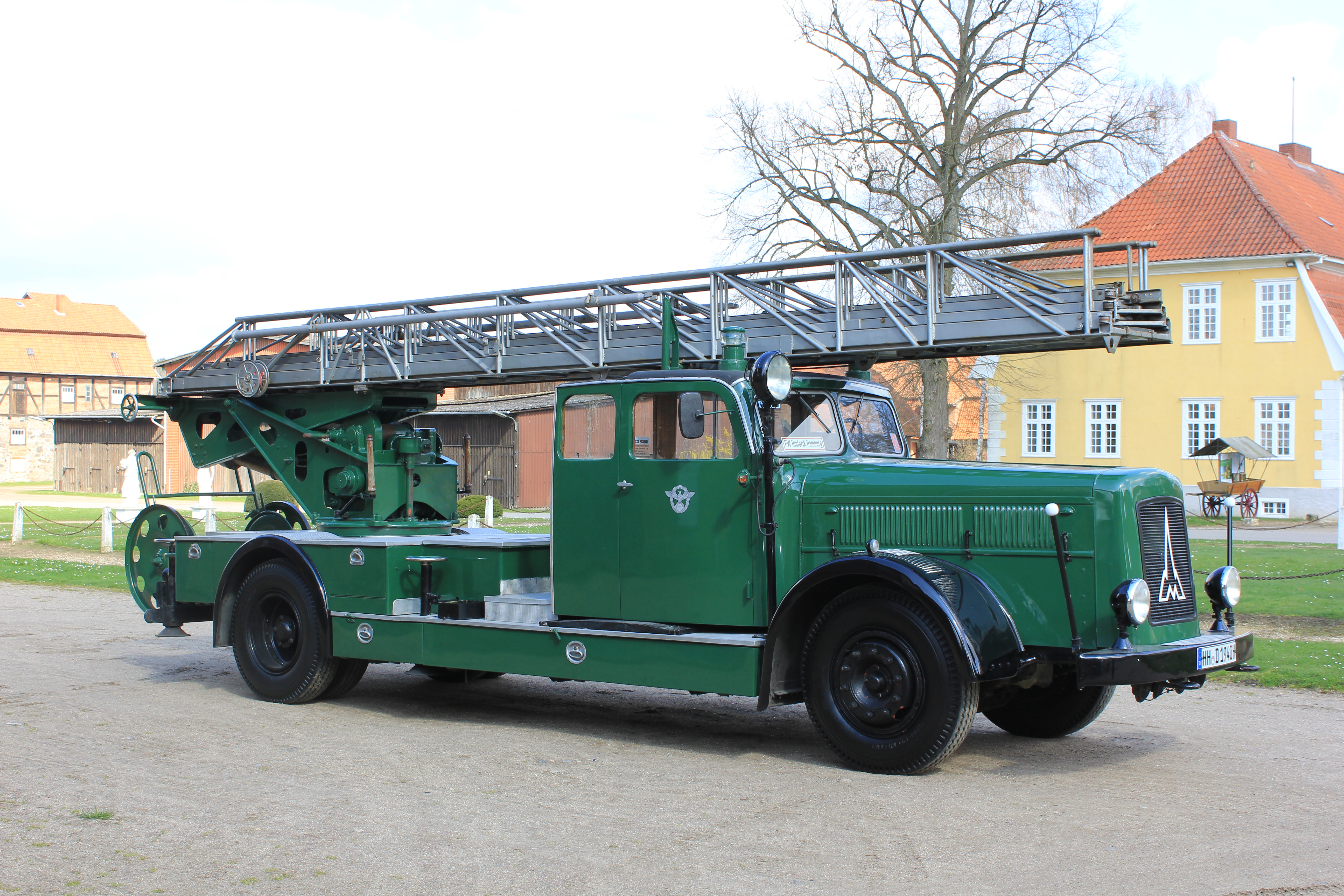
Drehleiter der ehemaligen Feuerschutzpolizei Neumünster. Im Einsatz in der Berufsfeuerwehr Neumünster von 3. Juli 1941 bis 15. Dezember 1969

Im 17. Jh. wurde in Neumünster damit begonnen, den ersten geordneten Feuerschutz zu organisieren und im Jahr 1736 wurde die erste Feuerordnung erlassen, die durch die königliche Brandordnung vom 20. Juni 1776 ersetzt wurde. Urkundlich erwähnt wird 1756 ein erstes Spritzenhaus. Ein neues Spritzenhaus wurde 1768 in der Lütjenstraße errichtet, welches bis 1908 in Betrieb war. Im Jahr 1865 wurde der Stadtfeuerwehr-Verband Neumünster gegründet und 1868 für die städtische Pflichtfeuerwehr ein Feuerwehrhaus mit Schlauchturm in der Bahnhofstraße Ecke Fabrikstraße gebaut. Dieses Spritzenhaus beherbergte bis 1914 die „Städtische Feuerwehr“ und später die Berufsfeuerwehr Neumünster. Am 25. September 1869 erfolgte die Gründungsversammlung einer Turnerfeuerwehr, der ersten Freiwilligen Feuerwehr. Durch den Krieg konnte sich diese Feuerwehr erst am 26. April 1871 konstituieren und ihre Aufgaben wahrnehmen. Am 1. Juli 1914 wurden durch die Stadt zwei hauptamtliche Feuerwehrmänner eingestellt, die damit die Grundlage der späteren Berufsfeuerwehr bildeten. Am Ende des Jahres 1924 kam es in der Wrangelstraße zu einem Großbrand. Dabei stellte man fest, dass die „Weckerlinie“ nicht einwandfrei funktionierte. Daraufhin wurden zur Alarmierung wieder Hornisten eingesetzt.

## Berufsfeuerwehr
Die Berufsfeuerwehr besteht aus 100 Beamten im aktiven feuerwehrtechnischen Dienst und betreibt eine Feuerwache. In der Feuerwache ist neben der BF der Rettungsdienst, der Katastrophenschutz sowie die FF Neumünster Mitte untergebracht. Auf dem Gelände befindet sich zudem das Gefahrenabwehrzentrum (GAZ) und die integrierte Leitstelle. Ebenfalls ist sie als Teil der Notfallrettung zuständig für die bodengebundene Notfallrettung. Die Alarmierung der BF sowie der FF erfolgt durch Funkmeldeempfänger über die integrierte Leitstelle (ILS) Neumünster.

## Freiwillige Feuerwehr
| Standort         | gegründet        | Mitglieder |
| ---------------- | ---------------- | ---------- |
| Neumünster-Mitte | 1871             |            |
| Einfeld          | 20. März 1887    | 50         |
| Gadeland         | 1889             | 49         |
| Tungendorf-Dorf  | 4. Dezember 1886 |            |
| Tungendorf-Stadt | 4. Dezember 1886 |            |
| Wittorf          | 1911             |            |

- Vom 23. März 2018 bis 28. August 2018 ersetzte eine Pflichtfeuerwehr vorübergehend die Freiwillige Feuerwehr Neumünster-Mitte, nachdem kein Feuerwehrangehöriger bereit war, die Feuerwehrführung zu übernehmen.[2][3]